# Aïn Roua
Aïn Roua (em árabe: عين الروى) é uma comuna localizada na província de Sétif, Argélia. Sua população estimada em 2008 era de 11 499 habitantes.